# Fatimata Touré
Fatimata Touré (Gao, Mali, 1956) és una activista pels drets de les dones i líder del Fòrum Regional de Reconciliació i Pau de Gao, de Mali. És també responsable del Grup d'Acció, Recerca, Estudi i Formació de dones, que treballa contra la fístula.
Durant l'ocupació de Mali de 2012 i 2013, va ajudar els pacients de fístula a traslladar-se i buscar ajuda mèdica després d'un atac a Gao. També va donar ajuda i refugi a persones forçades al matrimoni o violades. També va parlar públicament contra la violència de gènere i va documentar la violència que es va produir, fins i tot quan la seva pròpia casa va ser atacada.
El 2014 va rebre el Premi Internacional Dona Coratge. Samantha Power, ambaixadora d'Amèrica davant les Nacions Unides, la va esmentar en un discurs que va pronunciar a Mali el 2014.